# Phortica hongae
Phortica hongae är en tvåvingeart som först beskrevs av Maca 1993.  Phortica hongae ingår i släktet Phortica och familjen daggflugor.
Artens utbredningsområde är Taiwan. Inga underarter finns listade i Catalogue of Life.